# Pasja vijolica
Pasja vijolica (znanstveno ime Viola canina) je trajnica iz družine vijoličevk.

## Opis
Pasja vijolica je pokončna trajnica, z olistanimi in razraslimi stebli, brez pritlik, ki v višino doseže med 5 in 15 cm. Listi so ozko suličasti do ozko srčasti, goli, po robu fino in topo nazobčani, s plitvo srčastim ali skoraj odsekanim dnom. Na stevlo so nameščeni na dolgih pecljih. Prilisti so ozko suličasti, koničasti in po robu resasti. Cvetovi imajo svetlo modre ali vijoličaste venčne liste, pogosto tudi bele in nimajo posebnega vonja. Trije venčni listi so obrnjeni navzdol. Rastejo posamično ali po dva skupaj, na zelo dolgih, golih pecljih. V premeru dosežejo okoli 1 cm. Za pasjo vijolico je značilna rumenkasto bela, nekoliko ukrivljena ostroga, dolga med 5 in 6 mm. Čašni listi so ozki in ostro koničasti, s kratkimi priveski. Plod je gola glavica.
Rastlina nima rozete pritličnih listov.
Pasja vijolica najbolje uspeva na zakisani podlagi na suhih ali polsuhih traviščih, mokrotnih travnikih in v svetlih gozdovih.